# Ścigocki
Ścigocki, Potok Ścigocki – potok, prawy dopływ Dunajca.
Zlewnia potoku znajduje się na południowych zboczach masywu Dzwonkówki w Beskidzie Sądeckim. Jego źródło położone jest na wysokości około 620 m na południowych stokach Kuśmierzówki. Orograficznie lewe zbocza tworzy Góra Ciżowa i Biała Góra, lewe grzbiet z wierzchołkiem Wierchy (564 m). Potok spływa początkowo w kierunku południowym, potem południowo-wschodnim. W należącym do Krościenka nad Dunajcem osiedlu Stodółki uchodzi do Dunajca na wysokości 418 m.
Długość potoku wynosi około 1,8 km. Większą część jego zlewni tworzą obszary bezleśne i słabo zabudowane.